# Zu – La llegenda
|  | El títol d'aquest article és incorrecte a causa de limitacions tècniques. El títol correcte de l'article és Zu: La llegenda. |

Zu: La llegenda (Shu shan zheng zhuan) és una pel·lícula de Hong Kong dirigida per Tsui Hark, estrenada l'any 2001. Ha estat doblada al català.

## Argument
Dos guerrers de poders extraordinaris, Xuan i Dan, intenten ajuntar les seves forces amb la finalitat d'aturar una força malèfica anomenada Insomni. Ajudats per Gran Mestre Longevitat i els seus deixebles, arriben als seus fins... gairebé, ja que després d'un error de Dan, una gota de sang del dimoni aconsegueix escapar-se i fusionar amb una part de la muntanya Zu... Cadascun dels personatges provarà sort contra el dimoni que viu des d'aleshores a la muntanya. Alguns hi perdran la vida, d'altres hi descobriran l'amor; alguns hi esdevindran herois, d'altres dimonis.

## Repartiment
- Ekin Cheng: Xuan
- Cecilia Cheung: Ying
- Louis Koo: Dan
- Zhang Ziyi: Joy
- Patrick Tam: Tro
- Kelly Lli: Insomni
- Sammo Hung: Gran Mestre Longevitat
- Jacky Wu: Ying

## Premis i nominacions
- Premi a la millor direcció artística i al millor vestuari i maquillatge, en el Golden Horse Film Festival l'any 2001.
- Nominacions a la millor direcció artística, millor vestuari i maquillatge, millor coreografia (Yuen Woo-ping i Biao Yuen), millor muntatge (Marco Mak), millors efectes especials i millors efectes sonors, en els premis Hong Kong Film Awards l'any 2002.
- Premi del film de mèrit, en els premis Hong Kong Film Critics Society l'any 2002.
- Premi als millors efectes especials, en el Asia-Pacific Film Festival 2002.